# Шаумберг, Георг
Георг Шаумберг (нем. Georg Schaumberg; 30 мая 1855, Ансбах — 2 марта 1931, Мюнхен) — немецкий писатель

, поэт, драматург, либреттист

, журналист, редактор.

## Биография
Много лет работал журналистом.
Жил в Нойруппине, где редактировал газету «Neuruppiner Zeitung». С 1889 года — в Мюнхене, был первым редактором «Illustrierte Münchener Stadtzeitung». Затем директором «Pensionsanstalt deutscher Schriftsteller».
Отдельно вышли его пьесы: «Eine gründliche Kur» (1886); «Donna Clara» (1886); «Backfischstreiche» (1886); «Der Tag von Sedan» (1888); «Leah» (1889); «Die Nihilisten» (1888); «Dies irae» (1893).
Вместе с Отто Юлиусом Бирбаумом, Оскаром Паницца и Михаэлем Георгом Конрадом был одним из членов — учредителей литературно-театрального кружка Общество современной жизни и основателем Мюнхенского Модерна.
Кроме прозы и поэзии, занимался драматургией. Отдельно вышли его пьесы: «Eine gründliche Kur» (1886); «Donna Clara» (1886); «Backfischstreiche» (1886); «Der Tag von Sedan» (1888); «Leah» (1889); «Die Nihilisten» (1888); «Dies irae» (1893).

## Избранные произведения
- Der Tag von Sedan, пьеса, 1888
- Modernes Leben. Собрание мюнхенского модерна, 1891
- Dies irae und andere Gedichte, стихи, 1893
- Die Landshuter Hochzeit, 1905
- Fanfreluche, 1912
- Nikodemus, либретто к опере Ганса Гримма, 1926
- Revoutenlieder
- Im Bozener Batzenhäusl
- Der Dichter spricht
- Frou = Frou
- Komm' an !